# Es geschah am 20. Juli
Der semidokumentarische Spielfilm Es geschah am 20. Juli (Alternativtitel: Drei Schritte zum Schicksal sowie Aufstand gegen Adolf Hitler!) aus dem Jahr 1955 ist der erste Film, der sich mit dem gescheiterten Attentat auf Adolf Hitler vom 20. Juli 1944 beschäftigt. Gleichzeitig ist der Film eine thematische Fortsetzung von Georg W. Pabsts Kriegsfilm Der letzte Akt, der sich ebenfalls mit dem Dritten Reich auseinandersetzt.

## Handlung
Der Film beginnt am Morgen jenes 20. Juli, als der deutsche Oberst Claus Schenk Graf von Stauffenberg mit seinem Adjutanten Werner von Haeften in Richtung Ostpreußen fliegt. In der Wolfsschanze, so ihr Plan, wollen sie eine Bombe zünden, mit der Absicht, Hitler zu ermorden. Obwohl die Bombe detoniert, überlebt Hitler den Anschlag.
In Berlin haben ihre Mitverschwörer allerdings bereits Walküre ausgerufen, um so die Kontrolle über den NS-Staat zu erlangen. Bald darauf kommt Stauffenberg in Berlin an, der nicht glauben kann, was Keitel aus dem Führerhauptquartier meldet – Hitler ist am Leben.
Dieser ordnet die brutale Zerschlagung des Staatsstreiches an, der auch Stauffenberg und Haeften in der Nacht auf den 21. Juli im Bendlerblock zum Opfer fallen.

## Hintergrundinformationen
Die Produktionsstätten des Films waren das Atelier der Bavaria Film in Geiselgasteig sowie das Carlton-Studio in der Münchner Tulbeckstraße. Der vom 10. Mai bis zum 10. Juni 1955 in Schwarzweiß gedrehte Film, dessen Außenaufnahmen in Pullach im Isartal und Coburg entstanden, rekonstruiert zwar sehr detailliert das Attentat und dessen Folgen, allerdings lässt das Produktionsdesign an vielen Stellen die Vermutung zu, dass man nur zehn Jahre nach Ende des Zweiten Weltkriegs sehr behutsam mit Nazisymbolen umgehen wollte. So werden beispielsweise Außenaufnahmen von Machtzentren gezeigt, wie etwa das Reichspropagandaministerium, an dem jedoch keine Hakenkreuzfahnen angebracht sind. Ernst H. Albrecht, Paul Markwitz und Gottfried Will waren für die Filmbauten zuständig.
Wie in dem Film Der 20. Juli besucht Stauffenberg vor dem Attentat auch in Es geschah am 20. Juli eine Kirche. Ein Messner sieht Stauffenberg und sagt: „Das Gesicht werd ich nie vergessen. Der hatte was mit unserem Herrgott auszumachen!“
Ein Voice-over spricht den Schlusssatz des Films: „Nun liegt es an uns, ob dieses Opfer umsonst gewesen ist.“
Der Film erlebte seine Uraufführung am 19. Juni 1955 im Luitpold in München. Zwei Tage später wurde der Film Der 20. Juli im Rahmen der Internationalen Filmfestspiele Berlin 1955 uraufgeführt.
Vor Es geschah am 20. Juli drehte Pabst im Jahr zuvor (1954) den Film Der letzte Akt, der von den letzten Tagen Hitlers im Führerbunker erzählt.
Die historische Beratung übernahm der Widerstandskämpfer Ewald-Heinrich von Kleist (1922–2013).

## Kritiken
- Lexikon des internationalen Films: „G.W. Pabst rekonstruiert das Geschehen chronologisch und minutiös, bis zur standrechtlichen Erschießung des Obersten, zeigt sich dabei redlich um historische Genauigkeit bemüht, verliert über den vielen äußeren Details aber die vielfältigen Anliegen der Widerstandsbewegung, vor allem die mit dem Attentat verbundenen Gewissenskonflikte, aus den Augen.“[3]
- Die Zeit, 30. Juni 1955: Für Zuschauer, die gewohnt sind, in ihrem Alltagsleben alle Handlungen nach dem Nutzeffekt zu bewerten, … (kann) die noch so peinlich genaue, quellenmäßig noch so zuverlässige Rekonstruktion der Ereignisse … als solche den historischen Anschauungsunterricht doch nur für den äußeren Hergang bieten, nicht aber für das Verständnis der tragenden Motive.[4]